# Biebelsheim
Ne doit pas être confondu avec Biebelnheim.
Biebelsheim est une municipalité allemande située dans le land de Rhénanie-Palatinat et l'arrondissement de Bad Kreuznach.